# حرب العصابات (فلم)
فيلم بنغلاديشي باللغة البنغالية ( গেরিলা)إنتاج سنة 2011، يروي أحداث أثناء حرب التحرير البنغالية. أقتبست قصة الفيلم من رواية سيد شمسول حاك Nishiddho Loban، طرح الفيلم في السينيمات في 14 إبريل 2011. اعتمد الفيلم على أحداث حرب تحرير بنغلاديش.

## طاقم التمثيل
- جويا أحسن
- فردوس أحمد
- أحمد روبل
- أزاد أبو الكلام

### وصلات خارجية
- مقالات تستعمل روابط فنية بلا صلة مع ويكي بيانات
- الموقع الرسمي